# ثمام ملون
الثمام الملون أو قصيبة (باللاتينية: Panicum coloratum) نوع نباتي يتبع جنس الثمام من الفصيلة النجيلية.

## الموئل والانتشار
موطنه مصر وهو دخيل في بلاد الشام.